# Infundibulicybe montana
Infundibulicybe montana är en svampart som tillhör divisionen basidiesvampar, och som först beskrevs av Harmaja, och fick sitt nu gällande namn av Harmaja. Infundibulicybe montana ingår i släktet Infundibulicybe, och familjen Chromocyphellaceae. Arten har ej påträffats i Sverige.